# Edit Domján

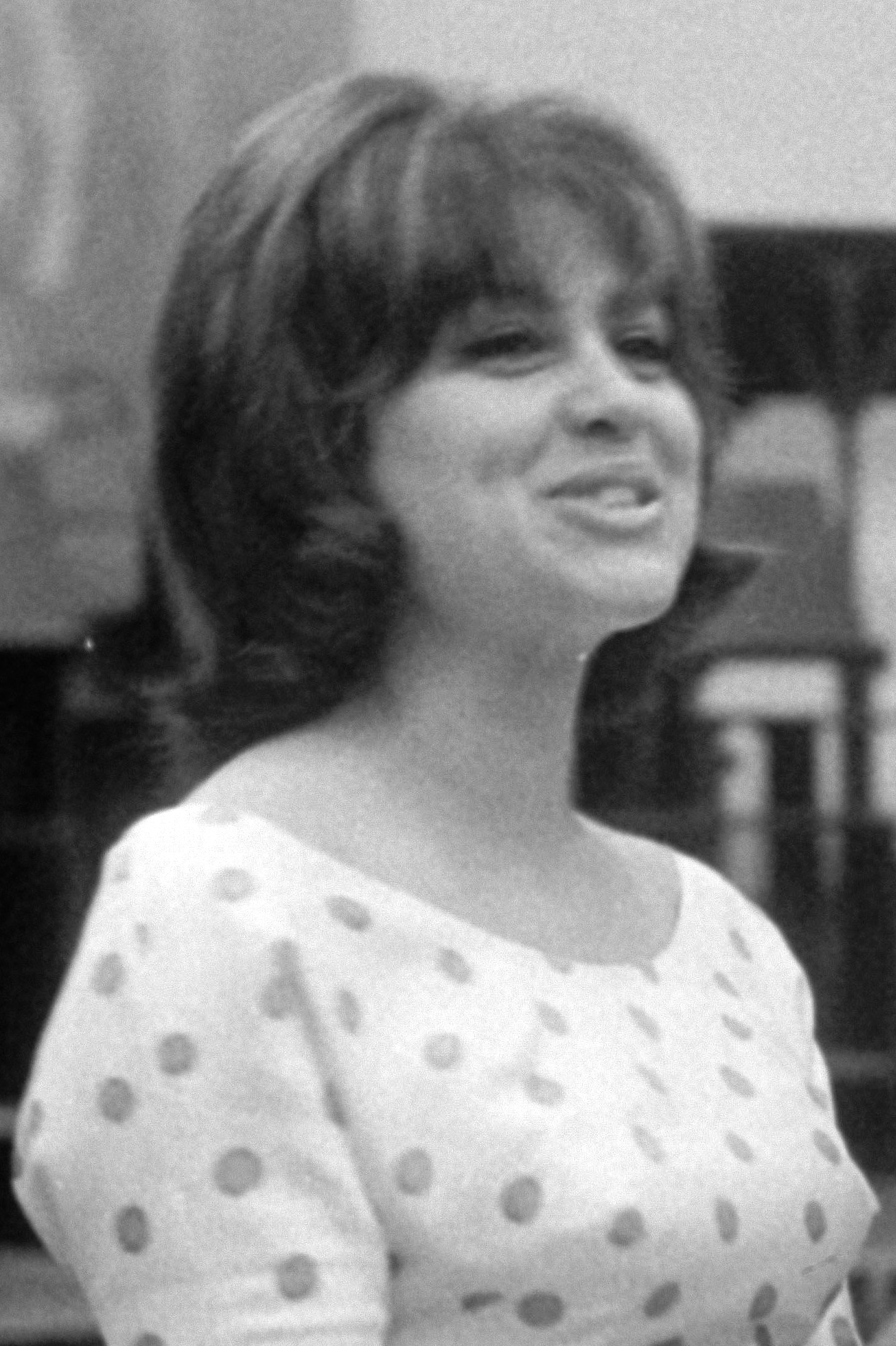
Edit Domján (1964)

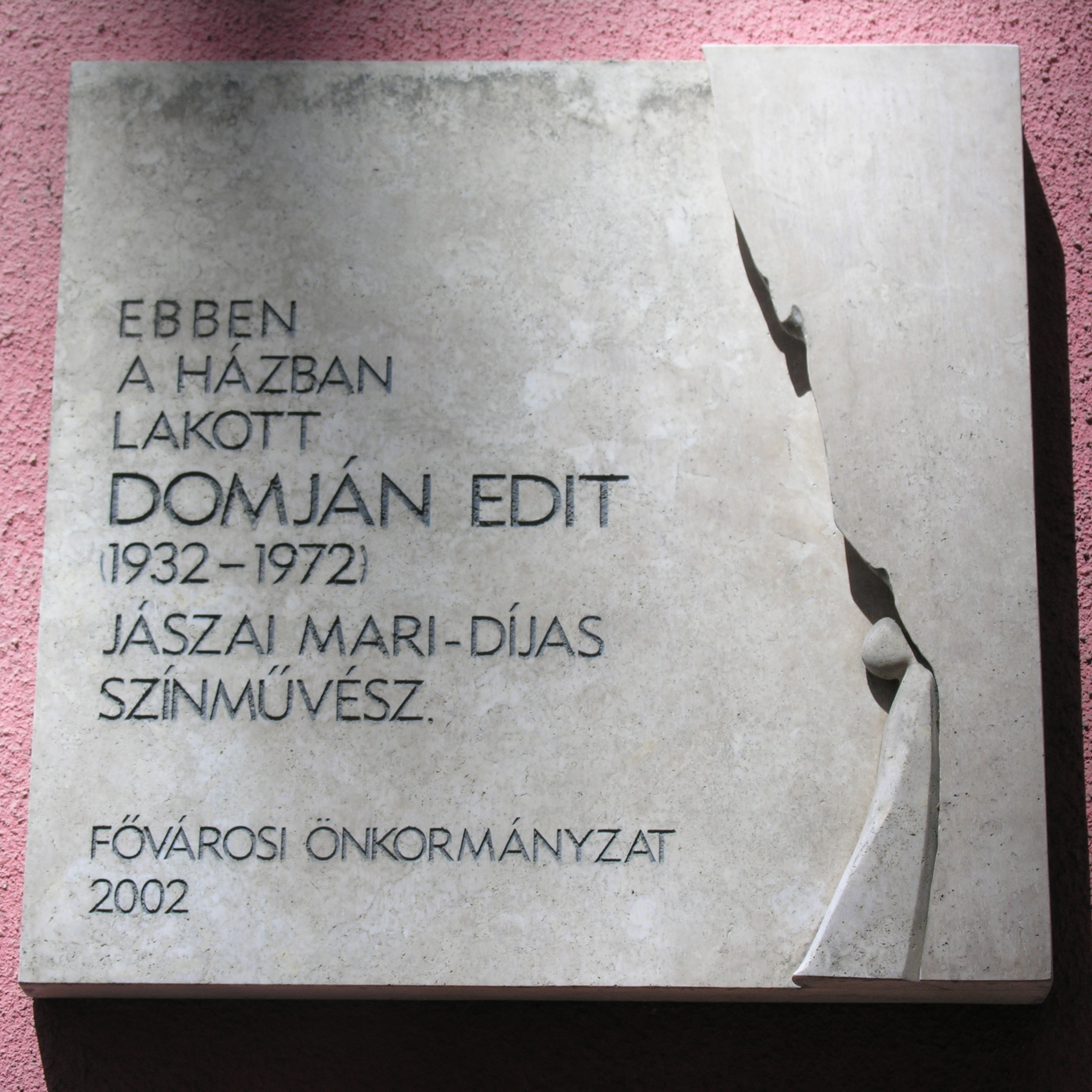
Gedenktafel für Edit Domján in Budapest

Edit Domján (anhörenⓘ; * 25. Dezember 1932 in Budapest; † 26. Dezember 1972 ebenda) war eine ungarische Schauspielerin.

## Leben
Sie wuchs in finanziell bescheidenen Verhältnissen auf. Ihr Vater war Fabrikarbeiter und ihre Mutter stammte aus einer Bauernfamilie. 1946 zog die Familie nach Maglód. In der Schulzeit nahm sie erfolgreich an Aufführungen und Rezitierwettbewerben teil. Nachdem sie mit sehr guten Ergebnissen die Hauptschule beendet hatte, besuchte sie die Hochschule für Theater und Film in Budapest. Nach dem Abschluss 1954 arbeitete sie bis 1961 am Nationaltheater (Szegedi Nemzeti Színház) in Szeged, danach bis 1963 am Petőfi-Theater (Petőfi Színház) und von 1964 bis zu ihrem Lebensende am Madách-Theater (Madách Színház) in Budapest.
Domján spielte ungefähr 90 Rollen am Theater, war Darstellerin in mehr als zehn Spielfilmen sowie an zahlreichen Fernseh- und Radioproduktionen beteiligt. Daneben wirkte sie als Sängerin im Bereich der Unterhaltungsmusik.

## Persönliches
Auf der Hochschule für Theater und Film lernte sie den Schauspieler Flórián Kaló kennen, mit dem sie bis 1969 verheiratet war. Im Dezember 1972 beendete sie einen Tag nach ihrem 40. Geburtstag ihr Leben.

## Würdigung
1965 erhielt sie den Mari-Jászai-Preis und 2001 wurde in Óbuda die Domján Edit utca nach ihr benannt.